# Silhouette Cars
Silhouette Cars war ein britischer Hersteller von Automobilen.

## Unternehmensgeschichte
Sue Winter und Colin Winter, der zuvor bei Jaguar Cars tätig war, gründeten 1987 das Unternehmen in Corby in der Grafschaft Northamptonshire. Sie begannen mit der Produktion von Automobilen und Kits. Der Markenname lautete Silhouette. 1989 endete die Produktion. Insgesamt entstanden etwa 23 Exemplare.
Es bestand keine Verbindung zu Silhouette Cars Limited, die in den 1970er Jahren den gleichen Markennamen verwendeten.

## Fahrzeuge
Das einzige Modell war der SC 5000 S. Dies war die Nachbildung des Lamborghini Countach. Ein Spaceframe-Rahmen mit Stahlrahmen bildete die Basis. Darauf wurde eine Coupé-Karosserie aus Fiberglas montiert. Verschiedene V6-, V8- und V12-Motoren trieben die Fahrzeuge an.